# Marc Platt (Tänzer)
Marc Platt (* 2. Dezember 1913 in Pasadena, Kalifornien; † 29. März 2014 in San Rafael, Kalifornien; eigentlich Marcel Emile LePlat) war ein US-amerikanischer Tänzer, Choreograf und Filmschauspieler.

## Leben
Marc Platt wurde 1913 als Marcel Emile LePlat in Pasadena, Kalifornien, geboren. In den 1920er Jahren zog er mit seiner Familie nach Seattle, wo er mit elf Jahren seine ersten Ballettstunden bei Mary Ann Wells erhielt. In den 1930er Jahren begann er unter dem Künstlernamen Marc Platoff seine professionelle Tanzkarriere als Mitglied der Ballets Russes. Als solches choreografierte er 1939 das Musical Ghost Town zu der Musik von Richard Rodgers. Als er das Ballettensemble 1942 wieder verließ und an den Broadway ging, änderte er seinen Künstlernamen in Marc Platt um. In New York wurde er 1943 von Agnes de Mille für die Uraufführung des späteren Broadway-Hitmusicals Oklahoma! als romantische Traumversion der Hauptfigur Curly McLain ausgewählt. Diesen Part hatte er in einer fünfjährigen Spielzeit des Musicals bis 1948 inne. Sieben Jahre später war er auch in der gleichnamigen Leinwandverfilmung in einer kleinen Nebenrolle als einer von Curlys Freunden zu sehen.
Beim Film hatte er seine wichtigste Rolle als der vierte Bruder Daniel in Eine Braut für sieben Brüder (1954) an der Seite von Howard Keel und Jane Powell. Von den Kritikern wurde bereits seine tänzerische Leistung an der Seite von Rita Hayworth und Janet Blair in seinem Debütfilm, dem Filmmusical Tonight and Every Night (1945), gelobt. So schrieb Bosley Crowther in der New York Times: „Mr. Platts hohe Sprünge in diesem Film werden ihn in den Hollywood-Himmel katapultieren.“ Auch Variety lobte seine Darbietung: „Marc Platt […] liefert ein sensationelles Debüt, seine tänzerische Interpretation einer Rede von Hitler ist ein echtes Highlight.“ Ab Anfang der 1950er Jahre trat Platt auch in einer Reihe von Fernsehserien auf, so etwa in Wyatt Earp greift ein (1958), Richard Diamond, Privatdetektiv (1958) und State Trooper (1959). Jahrzehnte später war er in der Anwaltserie Matlock (1993) ein letztes Mal als Darsteller im Fernsehen zu sehen.
Nach dem Ende seiner professionellen Tanzkarriere kümmerte sich Platt ab 1962 für mehrere Jahre um das Ballett der Radio City Music Hall in New York als dessen Leiter und begann, neue Talente auszubilden. Als Tänzer war er noch im Alter von über 90 Jahren auf der Bühne aktiv. Im Jahr 2000 erhielt er bei einem Wiedersehenstreffen der Ballets Russes den Nijinsky Award.
Aus seiner ersten Ehe (1942–1947) ging ein Sohn, der Schauspieler Ted Le Plat, hervor. Mit der Tänzerin Jean Goodall, mit der er mehrere Jahre lang eine Tanzschule in Florida führte, war Platt von 1951 bis zu ihrem Tod 1994 verheiratet. Aus dieser Verbindung stammen zwei weitere Kinder. Zuletzt lebte Marc Platt in Santa Rosa, Kalifornien, in der Nähe seiner Tochter Donna. Er starb 2014 im Alter von 100 Jahren in San Rafael, Kalifornien. Sein Grab befindet sich in den Memorial Gardens in Fort Myers, Florida.

## Filmografie (Auswahl)
- 1941: The Gay Parisian (Kurzfilm)
- 1941: Schrecken der zweiten Kompanie (You’re in the Army Now)
- 1945: Tonight and Every Night
- 1946: Tars and Spars
- 1947: Eine Göttin auf Erden (Down to Earth)
- 1947: When a Girl’s Beautiful
- 1948: Blutfehde (The Swordsman)
- 1949: Ihre wunderbare Lüge (Addio Mimi!)
- 1954: Eine Braut für sieben Brüder (Seven Brides for Seven Brothers)
- 1955: Oklahoma!
- 1956: Das Herz eines Millionärs (These Wilder Years)
- 1957: The Silent Service (TV-Serie, eine Folge)
- 1958: Sky King (TV-Serie, eine Folge)
- 1958: Wyatt Earp greift ein (The Life and Legend of Wyatt Earp) (TV-Serie, eine Folge)
- 1958: Richard Diamond, Privatdetektiv (Richard Diamond, Private Detective) (TV-Serie, eine Folge)
- 1959: Wenn man Millionär wär (The Millionaire) (TV-Serie, eine Folge)
- 1959: State Trooper (TV-Serie, eine Folge)
- 1959: Five Fingers (TV-Serie, eine Folge)
- 1960: Anwalt der Gerechtigkeit (Lock Up) (TV-Serie, eine Folge)
- 1960: Hotel de Paree (TV-Serie, eine Folge)
- 1960: Dante (TV-Serie, zwei Folgen)
- 1993: Matlock (TV-Serie, eine Folge)